# Hispania (Schiff, 1961)
Die Hispania ist ein 1960/61 gebautes Kabinenfahrgastschiff der Vesalia Schiffahrt GmbH  in Oberwesel, die es seit Anfang 2011 unter eigener Leitung im Eemshaven bei Eemsmond, Niederlande als Hotelschiff einsetzt. Das Schiff stand von 1961 bis 2004 mit dem Namen Helvetia für die Köln-Düsseldorfer und Viking River Cruises im Planeinsatz.

## Geschichte

### Bau und Inbetriebnahme
Nachdem die Betriebsgemeinschaft Kölnische und Düsseldorfer Gesellschaft für Rhein-Dampfschiffahrt seit dem 29. Mai 1960 mit der Europa über ihr erstes Fluss-Kreuzfahrtschiff verfügte und erste Erfahrung gesammelt werden konnte, bestellte die Düsseldorfer Gesellschaft für Rhein-Dampfschiffahrt vereinbarungsgemäß am 29. August 1960 bei der Schiffswerft Christof Ruthof in Mainz-Kastel das zweite, etwas größere Schiff dieser Gattung. Unter der Baunummer 1453 erfolgte die Kiellegung nur einen Monat später. Am 9. Mai des Folgejahres lief das Schiff vom Stapel. Die feierliche Taufe auf den Namen Helvetia fand am 30. Mai 1961 in Anwesenheit des damaligen Bundesverkehrsministers Hans-Christoph Seebohm in der Bauwerft statt. Taufpatin war Ursula Henkell, die Ehefrau des DGMN-Aufsichtsratsvorsitzenden Otto Henkell junior. Die anschließende Jungfernfahrt führte von Mainz-Kastel nach Lorch und wieder zurück nach Mainz. Dort nahm die Helvetia weitere Ehrengäste auf und fuhr anschließend nach Straßburg. Ab dem 5. Juli 1961 setzte die Betriebsgemeinschaft sie im Planverkehr auf der Relation Basel–Rotterdam ein. Zum Zeitpunkt seiner Indienststellung durfte das Schiff 200 Kabinenfahrgäste oder 1000 Tagesfahrgäste aufnehmen. Die Baukosten betrugen 5,1 Mio. DM.

### Die Zeit im Besitz der Köln-Düsseldorfer Deutsche Rheinschiffahrt AG

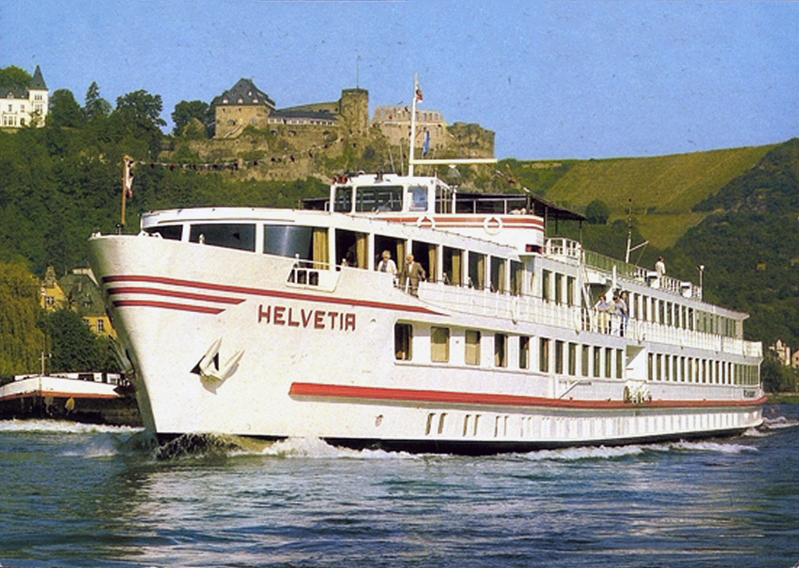
Die Helvetia der Köln-Düsseldorfer

Am 16. Mai 1967 fusionierten die DGMN und die Preußisch-Rheinische Dampfschiffahrtsgesellschaft zur Köln-Düsseldorfer Deutsche Rheinschiffahrt AG. Der Besitz aller Schiffe der beiden Unternehmen wurde in die neue Gesellschaft übertragen. Am 23. Februar 1968 geriet das KD-Ausflugsschiff Deutschland im Kölner Rheinauhafen durch nicht sachgerecht durchgeführte Schweißarbeiten in Brand. Die daneben liegende Helvetia wurde an der Backbord-Seitenwand beschädigt. Die Instandsetzungsarbeiten wurden auf der Schiffswerft Christof Ruthof durchgeführt. Ab 11. April 1968 war das Schiff wieder einsatzfähig. Das seit dem 16. Dezember 1975 unter der amtlichen Schiffsnummer 4200210 registrierte Schiff war bis zur Saison 1980 ununterbrochen im Kreuzfahrdienst auf dem Rhein eingesetzt. Nur 1974 befuhr sie zusätzlich die Mosel. Infolge von zu geringem Fahrgastaufkommen setzte die Köln-Düsseldorfer die renovierungsbedürftige Helvetia in der Saison 1981 nicht ein und legte sie vorläufig im Hafen Köln-Niehl still. Im Winter 1981/82 erhielt das Schiff auf der Meidericher Schiffswerft im Zuge einer großen Generalüberholung eine ganz neue Inneneinrichtung. Ab der Saison 1982 wurde das Schiff wieder im alten Fahrgebiet eingesetzt. Am 28. Juni 1983 kam es während eines Anlegevorgangs in Mannheim zu einem Feuer im Maschinenraum, das vom eigenen Personal gelöscht werden konnte. Mit der Beseitigung des Brandschadens beauftragte die Reederei die De Hoop-Werft in Lobith. Ab dem 23. Juli 1983 war sie wieder einsatzfähig. Ab 8. Dezember 1993 gestaltete die Hoogedoorn Timmerbedrijf in Werkendam das Schiff vollkommen neu. Unter anderem wurde dabei die Kabinenanzahl auf 69 reduziert, die raumhohe Fensterfront des Aussichtssalons bis zum Eingangsbereich verlängert und der Swimming Pool auf dem Sonnendeck entfernt. Als Ersatz bauten sie einen Whirlpool im Unterdeck. Nach dieser Maßnahme konnte sie nur noch 153 Kabinenfahrgäste aufnehmen. Die Umbaukosten lagen bei 3,5 Mio. DM.

### Vom Verkauf an die Triton AG bis heute

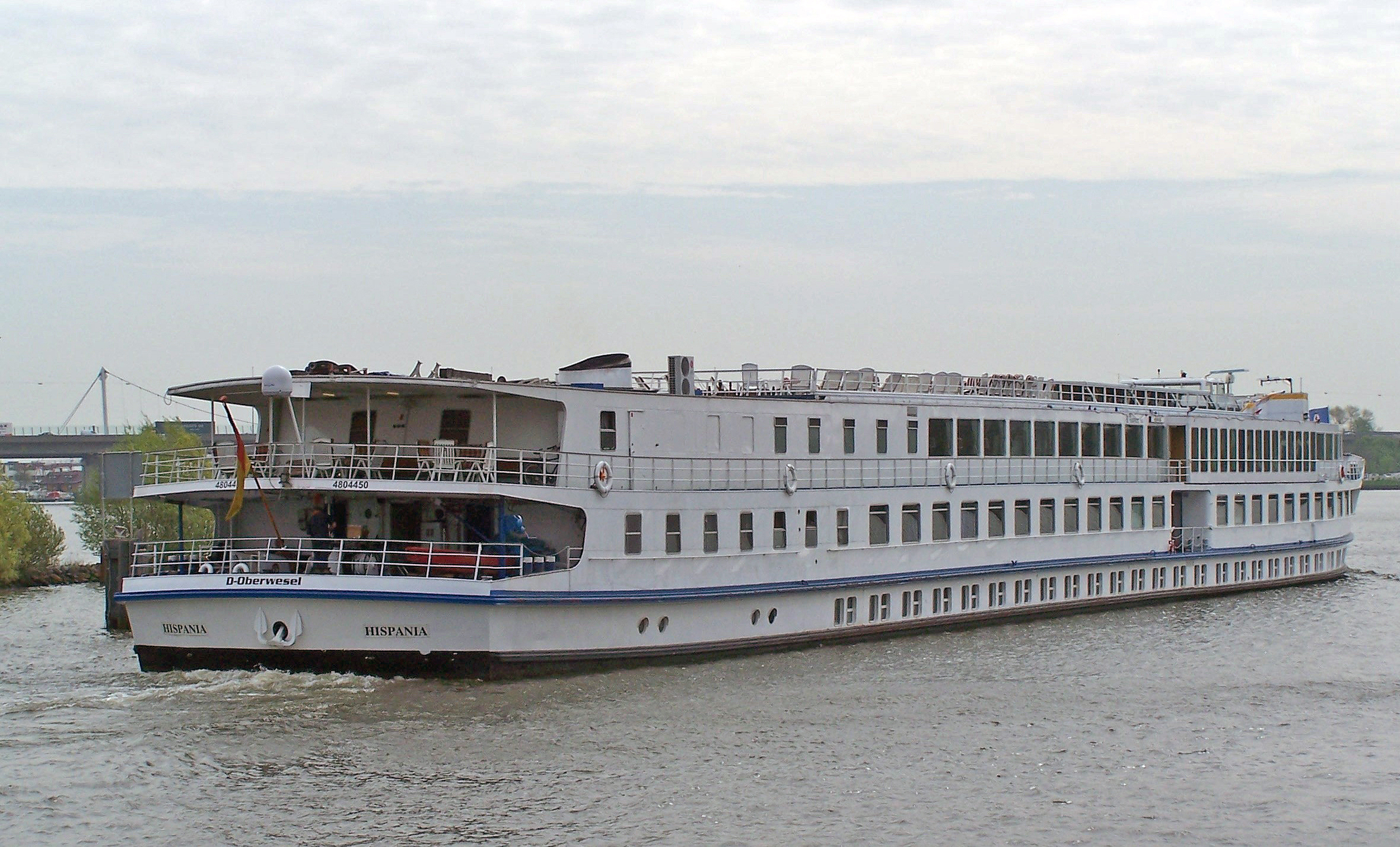
Heckansicht

Am 18. März 1994 verkaufte Köln-Düsseldorfer die Helvetia für 6,5 Mio.DM an die Reederei Triton-Reisen AG in Basel, sicherte sich dabei aber ein Vorkaufsrecht bei Weiterverkauf zu. Auf der Überführungsfahrt zum in Basel geplanten Pressevorstellungstermin trat am 7. April durch eine undichte Zufuhrleitung zum vorderen Backbordmotor Treibstoff aus. Er entzündete sich, als das Schiff in der Schleuse Gerstheim lag. Die Helvetia wurde durch den Brand schwer beschädigt. Noch am gleichen Tag wurde sie zur Reparatur in die Schiffswerft Karcher in Rheinau-Freistett geschleppt. Die Reparaturkosten lagen bei 950.000 DM. Am 16. Mai 1994 wurde die Helvetia im Schiffsregister Basel mit der Europa-Nr. 7001641 eingetragen. Einen Tag später wurde das von der Triton AG bereederte Schiff für Fahrten, die von der Köln-Düsseldorfer vermarktet wurden, eingesetzt. Nach der Insolvenz der Reederei übernahm 1998 die KD-Deutsche Flusskreuzfahrten GmbH (KD DF) die Helvetia. Als die Premicon AG am 9. März 2000 Hauptaktionär der Köln-Düsseldorfer wurde, übernahm Viking River Cruises das Flusskreuzfahrtgeschäft der Gesellschaft einschließlich aller dort eingesetzten Schiffe. Der neue Eigner setzte sie bis zur Sommersaison 2004 auf der Strecke Amsterdam–Basel ein. Mit der Inbetriebnahme des neuen Kabinenfahrgastschiffs Viking Sun wurde die Helvetia stillgelegt und anschließend an die Boonstra River Line in Kampen verkauft. Der neue Besitzer benannte das Schiff Hispania und registrierte es über die Klaus Sahr GmbH aus Oberwesel mit der Europa-Nr. 4804450. Die Hispania war danach für verschiedene Reiseanbieter in der Voyage-Charter auf Rhein und Mosel im Einsatz. 2008 übernahm die Vesalia Schiffahrt GmbH (eine Tochtergesellschaft der Klaus Sahr GmbH) die Hispania. Sie setzte das fahrfähige Schiff vorwiegend als Hotelschiff ein. Seit Anfang 2011 lag es im Eemshaven und diente dort als Wohnunterkunft für Arbeiter, die beim Bau von Windkraftanlagen im Wattenmeer tätig sind. Ob das Schiff nochmals im Flusskreuzfahrtverkehr eingesetzt werden soll, ist nicht bekannt. Ab Mitte November 2012 sollte das Schiff der Unterbringung von Asylbewerbern in Basel dienen. Infolge technischer Schwierigkeiten konnte das Schiff allerdings nicht termingerecht überführt werden, so dass der Auftrag am 8. November 2012 storniert wurde.
Laut Information eines Lesers im Binnenschifferforum lag die Hispania im Sommer 2020 in renovierungsbedürftigem Zustand auf der Werft von Hardinxveld, dort im Mai 2022 verschrottet.

## Technik
Die Hispania  wird von vier 12-Zylinder-Dieselmotoren von Deutz, Typ FM716, mit je 312 kW über zwei Voith-Schneider-Antriebe, Typ E/100, Größe 24 angetrieben. Das 1983 nachträglich eingebaute Schottel-Bugstrahlruder, Typ STT 103-LK, hat einen elektrischen Antrieb mit 110 kW. Das Schiff ist 93,20 m lang, 11,60 m breit. Der Tiefgang wird mit maximal 1,45 m angegeben.